# Revaz Ivanovitch Andronikov
Pour les autres membres de la famille, voir Famille Andronikov.
Prince Revaz Ivanovitch Andronikov (en alphabet cyrillique : Князь Реваз Иванович Андроников), né en 1814 ou 1818, décédé le 27 janvier 1878. Lieutenant-général (1860), adjudant-général (1871). Il se distingua sur les champs de bataille de la guerre du Caucase, il participa également à la guerre de Crimée.

## Biographie

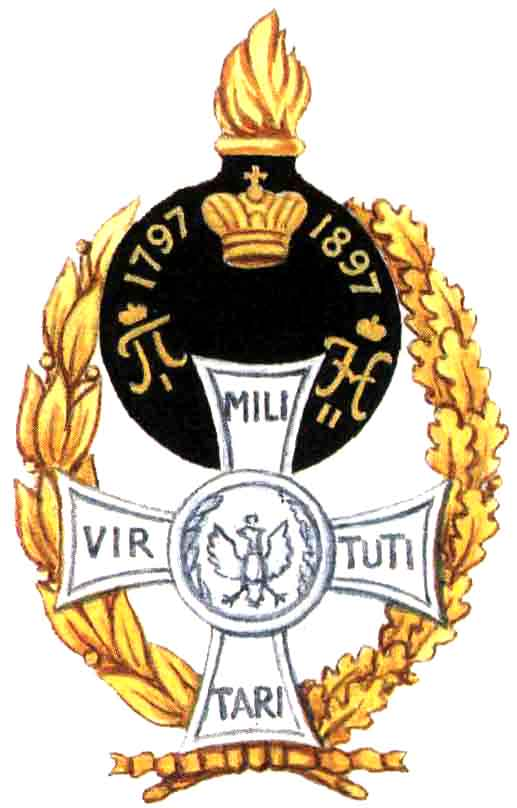
Insigne régimentaire du 7e Régiment de grenadiers Samogitski

Né en 1814 (selon d'autres sources en 1818), le prince Revaz Ivanovitch Andronikov fut le descendant d'une longue lignée de princes de Kakhétie, les Andronikachvili, eux-mêmes descendants d'Andronic Ier Comnène. Il étudia au Corps des Cadets de Saint-Pétersbourg.
Le 7 février 1834, le prince embrassa la carrière des armes, au grade d'enseigne, il intégra le 7e Régiment de Grenadiers Samogitski. En 1836, il fut élevé au grade de lieutenant. En 1839, au grade de capitaine, il incorpora le Régiment de la Garde Finliandski. En 1840, promu lieutenant de la Garde, il rejoignit les unités de la Garde russe. En 1843, il fut élevé au grade de capitaine de la Garde.

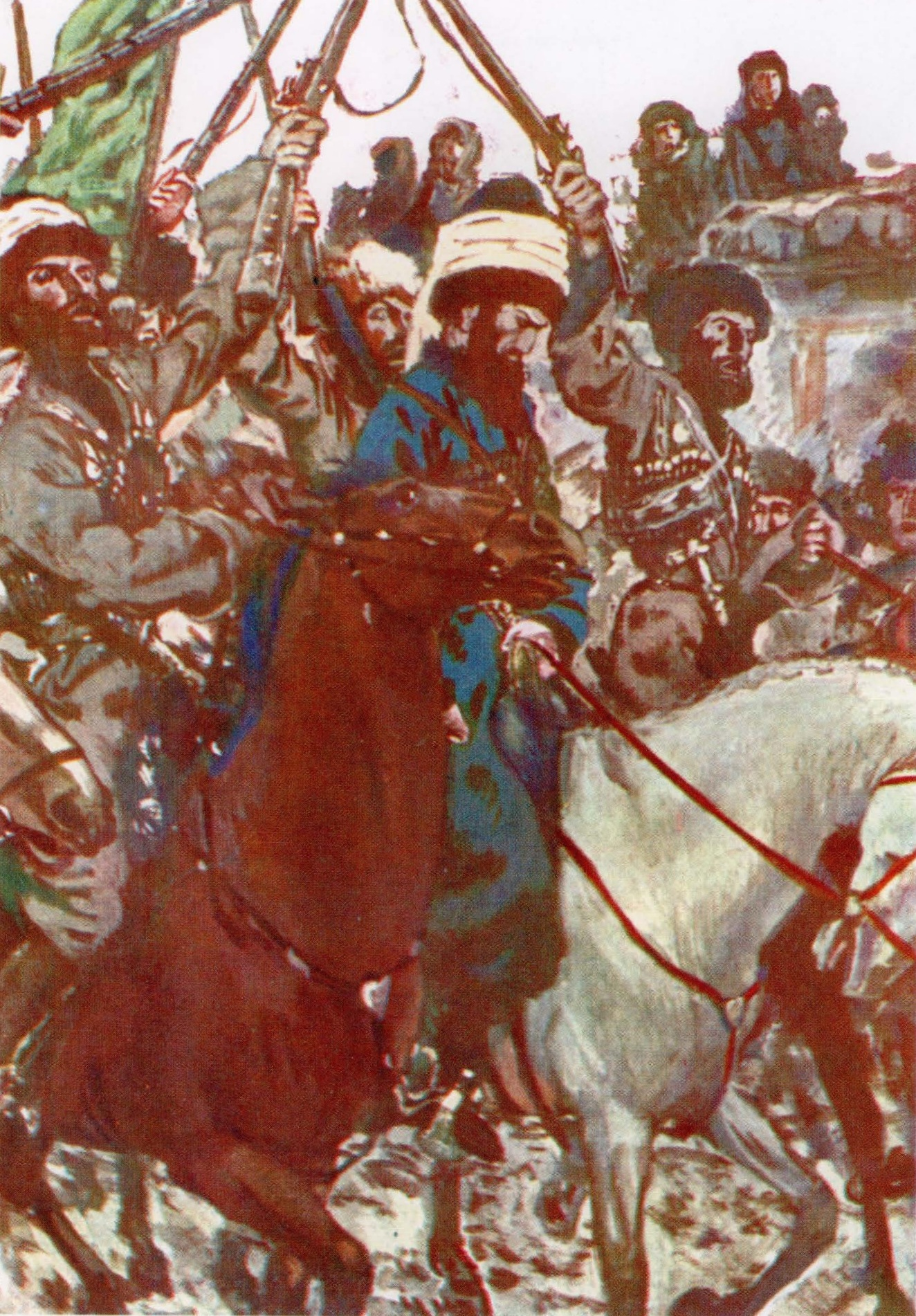
L'imam Chamil lors de l'expédition de Dargo du 31 mai au 21 juillet 1845.

En 1845, le prince Andronikov fut envoyé dans le Caucase, au grade d'adjudant du prince Mikhaïl Semionovitch Vorontsov. Du 31 mai au 21 juillet 1845, il prit part à l'inefficace expédition de Dargo dont l'objectif fut la capture du camp de l'imam Chamil installé dans le village de Dargo (aujourd'hui situé dans le district de Vedenski en Tchétchénie).
Au terme de ces combats, il fut nommé capitaine et reçut l'ordre de Sainte-Anne (3e classe avec ruban). Il poursuivit sa carrière militaire dans le Caucase, à plusieurs reprises il se distingua lors des différentes campagnes militaires menées contre les Montagnards. En 1847, l'Ordre de Saint-Vladimir (4e classe avec ruban) lui fut décerné.

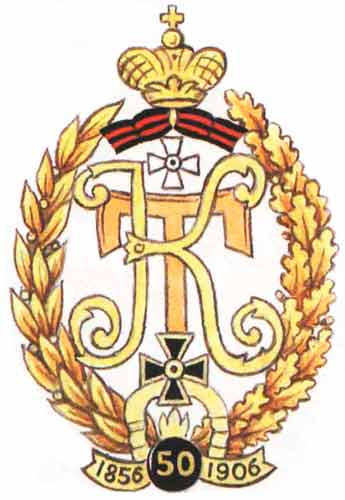
Insigne régimentaire du 15e Régiment de Grenadiers de Tiflis

En 1848, il fut élevé au grade de colonel. L'année suivante, il reçut le commandement du 15e Régiment de Grenadiers de Tiflis. En 1850, l'ordre de Sainte-Anne (2e classe) lui fut décerné.
Lors de la guerre de Crimée, le prince Andronikov fut engagé dans les premières batailles livrées contre les troupes de l'Empire ottoman. Le 25 août 1853, son mérite militaire lui permit d'obtenir le grade de major-général.
Peu après, le prince fut transféré au 185e Régiment d'Infanterie Bachkadyklarski alors stationné dans le Caucase du Nord. Dans les rangs de cette unité militaire il combattit aux côtés des Lezghiens.
Le 26 novembre 1855, après 25 ans de carrière militaire, Revaz Ivanovitch Andronikov fut décoré de l'Ordre de Saint-Georges (4e classe) (n°9638 sur la liste de l'Ordre de Saint-Georges),.
En 1856, le major-général Andronikov reçut le commandement de la 2e brigade de la Division des Grenadiers du Caucase.
En 1858, il lui fut confié la défense des fortifications frontalières de la partie orientale du Caucase (ligne Lezginskaïa) - (système de fortifications frontalières du XIXe siècle dans la partie orientale du Caucase, au pied des montagnes du Caucase sur les rivières Iori et Alazani). En outre, la même année, en raison du courage dont il fit preuve au cours de la campagne militaire de 1857, il lui fut décerné l'Ordre de Saint-Stanislas (1re classe - avec épées).
Le 28 janvier 1860, au grade de lieutenant-général, le prince remplit quelques missions spéciales pour le commandement en chef de l'Armée du Caucase.
En 1861, il participa à la réforme paysanne dans la Caucase, celle-ci aboutit à l'émancipation des serfs dans cette partie de l'Empire russe. Il fut élu maréchal de la noblesse de la province de Tiflis.
En 1863, le prince Andronikov fut décoré de l'Ordre de Sainte-Anne (1re classe - avec épées). L'année suivante, l'Ordre de Saint-Vladimir (2e classe - avec épées) lui fut remis. En 1867, le prince fut une nouvelle fois honoré par une distinction militaire, il reçut l'Ordre de l'Aigle blanc.
En 1867, il occupa le poste d'inspecteur des hôpitaux du district militaire du Caucase.
Le 21 septembre 1871, le prince Andronikov fut élevé au grade d'adjudant-général.
Au cors de la guerre russo-turque, le prince fut chargé de l'exploitation des services hospitaliers dans l'Armée du Caucase.

### Décès
Le prince Revaz Ivanovitch Andronikov décéda le 27 janvier 1878.

### Famille

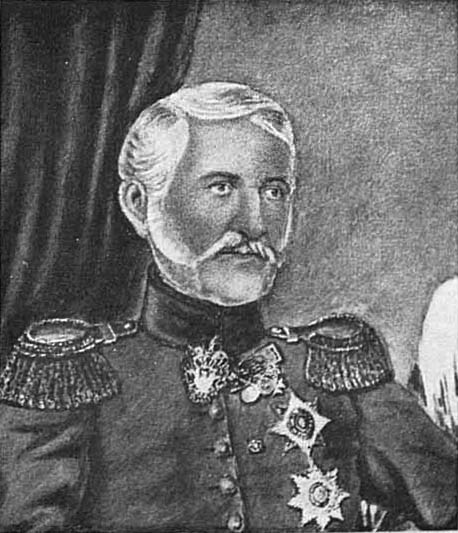
Le général d'artillerie Alexandre Khristoforovitch Eiler (1773-1849), beau-père du prince Revaz Ivanovitch Andronikov

Fils du prince Ivan Solomonovitch Andronikov (1786-1848) et de son épouse Anastasia Ivanovna Andronikova (1788-1828).
Il épousa Nina Alexandrovna Eiler (fille du général d'artillerie Alexandre Khristoforovitch Eiler, 1773-1849).

## Distinctions
- 1845 : Ordre de Sainte-Anne (3e classe avec ruban)
- 1847 : Ordre de Saint-Vladimir (4e classe avec ruban)
- 1850 : Ordre de Sainte-Anne (2e classe)
- 26 novembre 1855 : Ordre de Saint-Georges (4e classe)
- 1857 : Ordre de Saint-Stanislas (1re classe avec épées)
- 1863 : Ordre de Saint-Vladimir (2e classe - avec épées)
- 1863 : Ordre de Sainte-Anne (1re classe - avec épées)
- 1867 : Ordre de l'Aigle blanc